# El Jicaral
För andra betydelser, se El Jicaral (olika betydelser).
El Jicaral är en kommun (municipio) i Nicaragua med 11 537 invånare. Den ligger i den västra delen av landet, i departementet León. Kommunen är känd för småskalig guldbrytning och sina mangoodlingar.

## Geografi
Södra delen av kommunen ligger på slättlandet mellan den vulkaniska bergskedjan Cordillera Los Maribios och det Nicaraguanska höglandet i norr, medan kommunens norra del är bergig. El Jicaral gränsar till kommunerna Santa Rosa del Peñón i norr, San Isidro och San Francisco Libre i öster, Lago Xolotlán och La Paz Centro i söder samt Larreynaga och El Sauce i väster. Kommunen har inga stora tätorter. Centralorten El Jicaral har endast 780 invånare (2005). Övriga större orter (comarcas) är Los Zarzales och Las Mojarras med 1 160 respektive 1 112 invånare (2005).

## Historia
El Jicaral grundades 1834 av personer som flyttade in från grannkommunen Santa Rosa del Peñón. Kommunen hette under sina första år San Buenaventura.

## Näringsliv

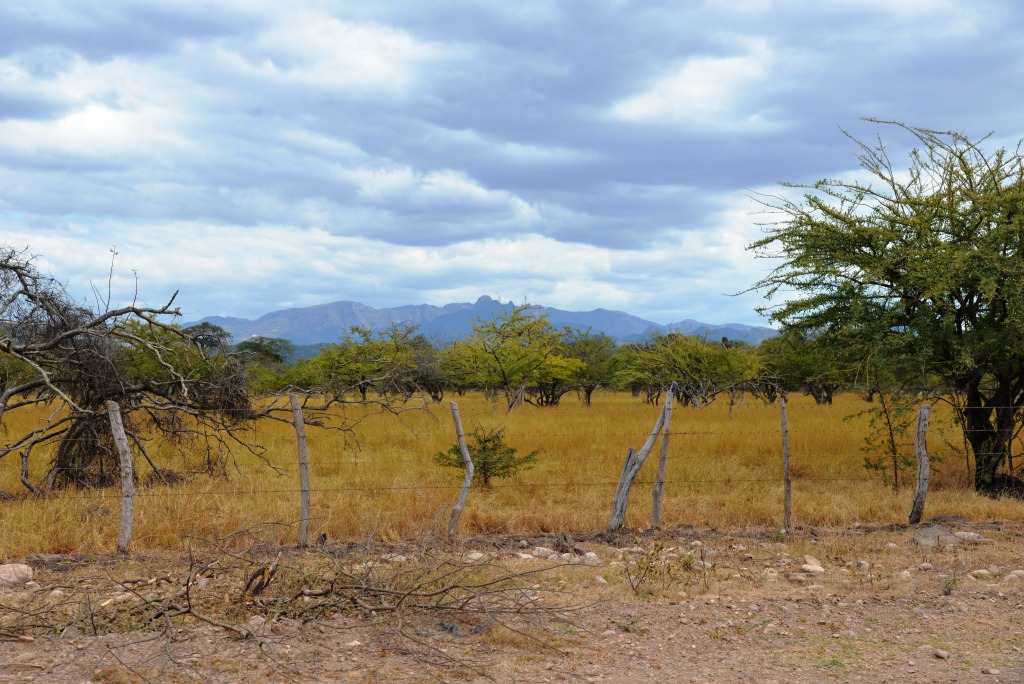
Betesland för nötkreatur.

Huvudnäringen i kommunen är jordbruk. De mest odlade grödorna är majs, bönor, durra och sesamfrön, och kommunen har också omfattande boskapsskötsel. El Jicaral är dock mest känd för odling och export av mango. Det finns över 40 000 mangoträd i kommunen, och under skördetiden från Januari till april sysselsätter kommunens mangoodlingar över 780 personer. De mangosorter som odlas är Tommy Atkins, Keitt och Ataulfo. Det mesta av skörden exporteras till Förenta Staterna.
Nicaraguas djupaste guldgruva, La India, finns i El Jicaral. Gruvdriften upphörde på 1970-talet. I enkel skala bryter dock lokala güiriseros fortfarande guld i El Bordo, i kommunens nordöstra hörn. 

## Transporter
El Jicaral ligger längs den stora landsvägen mellan León och Matagalpa, och har därför goda kommunikationer. Från denna landsväg går det en hårdbelagd väg norrut till grannkommunen Santa Rosa del Peñón och en grusväg mot sydväst förbi Las Mojarras och vidare till grannkommunen San Francisco Libre.

## Religion
El Jicaral har en enkel vacker vitmålad liten kyrka som ligger i centralparken. Kommunen firar sin festdag den 24 september till minne av Skyddsmantelmadonnan.

## Bilder
|  |  |  |
|  |  |  |